# Konak du prince Miloš à Belgrade
Pour les articles homonymes, voir Konak du prince Miloš.
Le konak du prince Miloš ou résidence du prince Miloš (en serbe cyrillique : Милошев конак ; en serbe latin : Milošev konak) est un konak situé à Belgrade, la capitale de la Serbie, dans le quartier de Topčider. En raison de son importance, ce konak figure sur la liste des monuments culturels d'importance exceptionnelle de la république de Serbie et sur la liste des biens culturels de la ville de Belgrade.
Comme le konak de la princesse Ljubica, que le prince Miloš Obrenović fit bâtir entre 1829 et 1831 pour sa femme et ses fils, le konak Milošev est caractéristique du style balkanique, qui mêle des éléments orientaux et classicisants. La décoration intérieure, notamment les plafonds, offre également un intérêt exceptionnel.

## Histoire

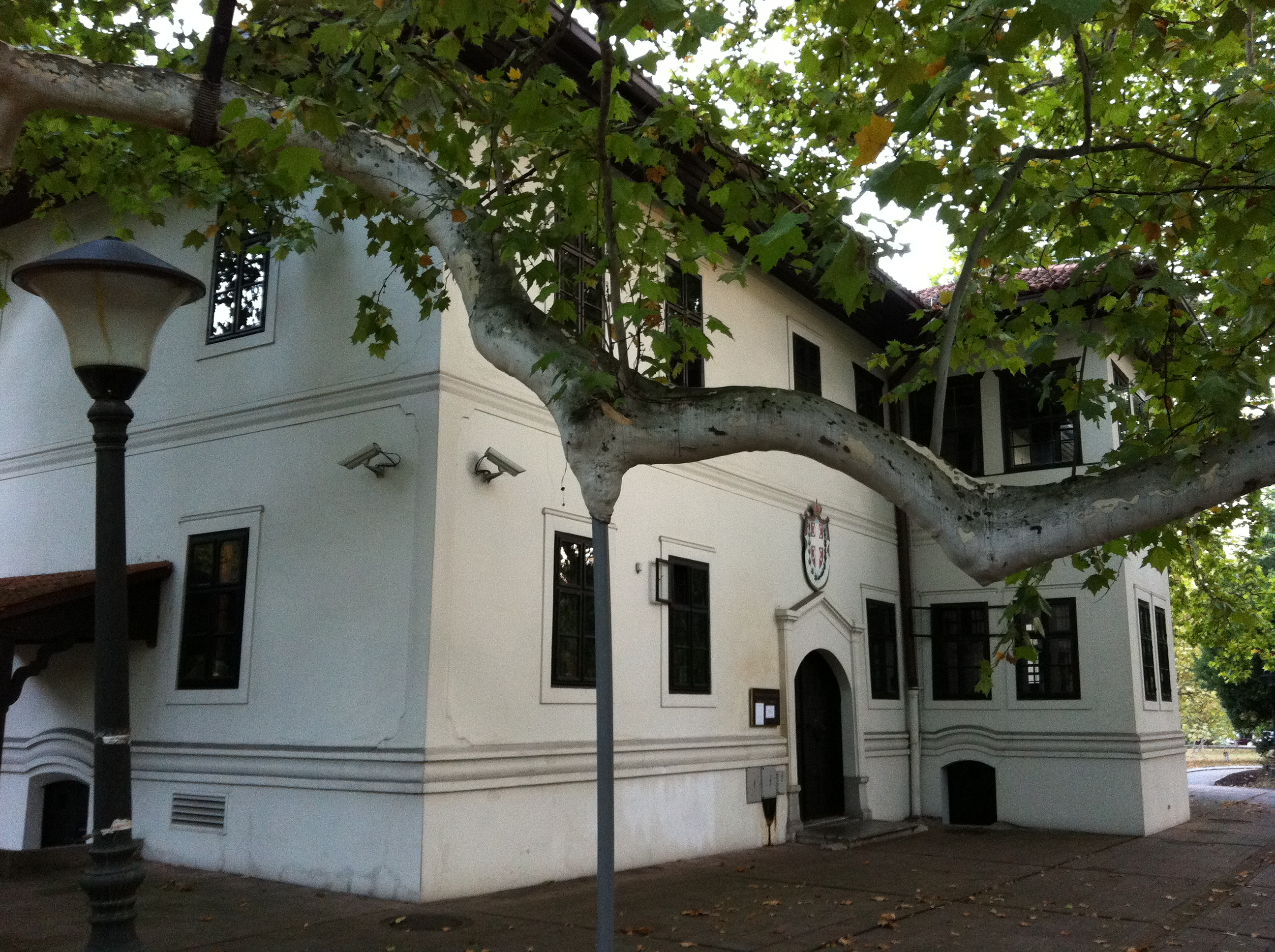
Le konak du prince Miloš, détail

Le konak fut construit de 1831 à 1833 par Janja Mihailović et Nikola Đorđević sous la direction de l'architecte Hadži Nikola Živković (1792-1872). Au cours de son premier règne (1817-1839), le prince Miloš y vécut de façon intermittente. Après son retour au pouvoir en 1858, il y vécut jusqu'à sa mort survenue le 14 septembre 1860.
La résidence devint ensuite un musée consacré aux princes Miloš et Michel Obrenović. Puis, en 1929, elle devint le musée Šumarsko-lovački, consacré à la forêt et à la chasse.
En 1954, pour la célébration du 150e anniversaire du premier soulèvement serbe contre la Sublime Porte, le konak devint le Musée du premier soulèvement serbe (en serbe : Muzej Prvog srpskog ustanka), dont les collections alimentèrent le musée historique de Serbie ouvert en 1963.

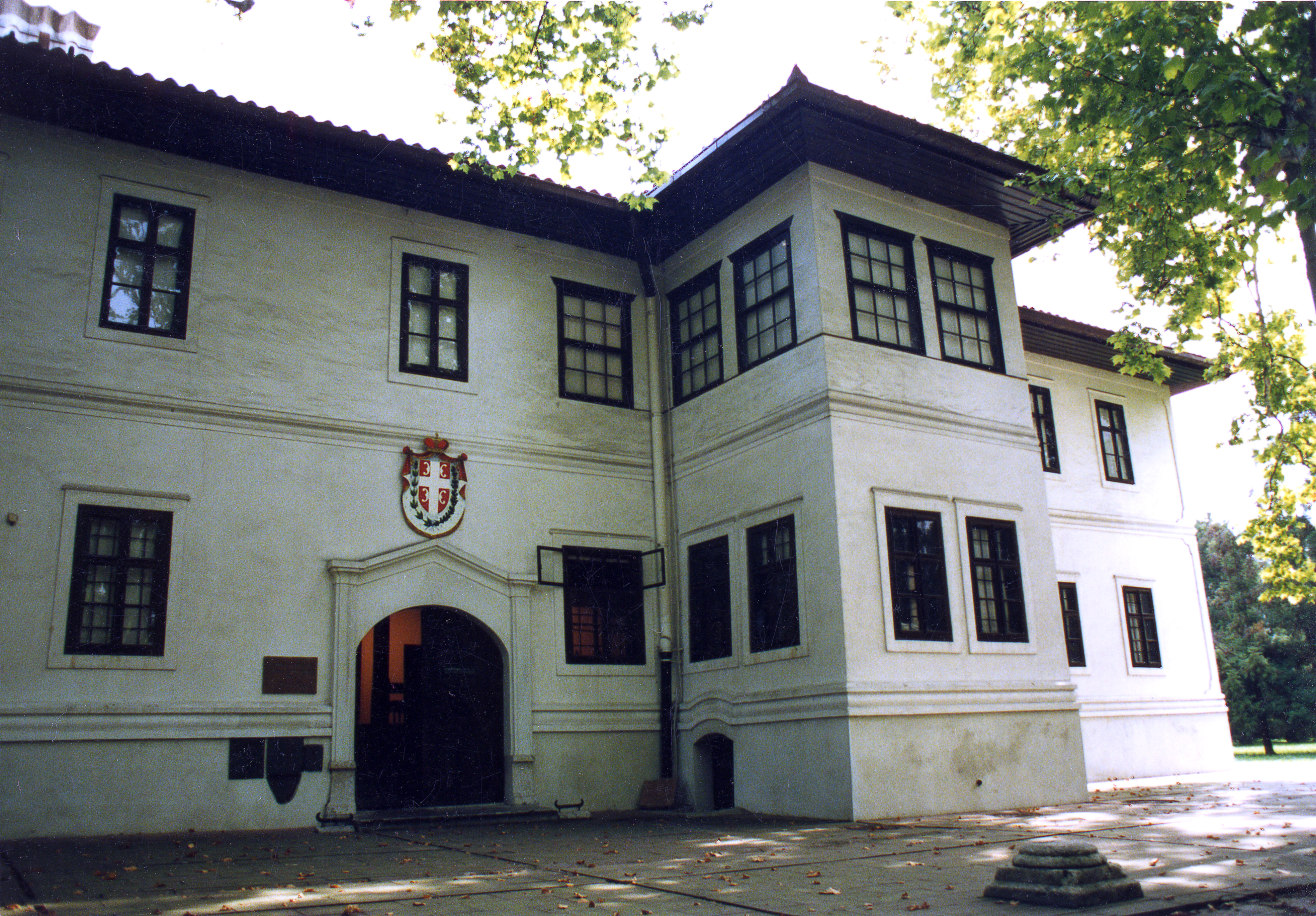
Le konak du prince Miloš, le porche d'entrée

## Curiosité
À proximité de la résidence, se dresse un platane vieux de 160 ans, ce qui en fait un des arbres de son espèce les plus anciens d'Europe.